# Confesiunea unei prostituate
Confesiunea unei prostituate (în original The Girlfriend Experience) este o dramă experimentală din 2009, regizată de Steven Soderbergh, în care rolul principal îl joacă actrița porno (în prezent demisionată) Sasha Grey. O secvență din film a fost prezentată în premieră în cadrul ediției a XXV-a a Festivalului de film Sundance, în ianuarie 2009. Înainte de premiera oficială, filmul a fost făcut disponibil pe Amazon VoD. Conform spuselor regizorului, ca inspirație pentru realizarea peliculei au servit filmele Deșertul roșu de Michelangelo Antonioni și Strigăte și șoapte de Ingmar Bergman.

## Subiect
Acțiunea are loc în toiul agitației electorale pentru alegerile prezidențiale în SUA din 2008. Subiectul îl reprezintă o fată care prestează servicii de acompaniere, Christine (cu pseudonimul Chelsea), în încercarea de a-și menține clienții în circumstanțele în care aceștia, afectați de criza financiară, sunt dispuși să o remunereze tot mai modest. În paralel, Chelsea dă interviu unui jurnalist interesat de specificul lucrului ei și de viața ei personală.

## Distribuție
- Sasha Grey în rolul lui Christine (Chelsea)
- Chris Santos în rolul lui Chris
- Timothy Davis în rolul lui Tim
- Peter Zizzo în rolul lui Zizzo
- Glenn Kenny în rolul "The Erotic Connoisseur"
- Vincent Dellacera în rolul șoferului lui Chelsea
- Kimberly Magness în rolul lui Happy Hour
- Mark Jacobson în rolul jurnalistului

## Aprecieri critice
Filmul este apreciat cu 63% de situl Rotten Tomatoes, unde se spune că „ultimul film lo-fi al lui Steven Soderbergh este lucrat deosebit de bine, dar e vag din punct de vedere emoțional”.
Roger Ebert a dat filmului patru stele din patru, declarând: „Filmul e despre autentica natură a omului. Se văd clar necesitățile și aspirațiile. Nu este universal, în schimb este inexorabil în domeniul său îngust”.
Pe de altă parte, Kyle Smith de la New York Post apreciază filmul cu o singură stea din patru, începându-și recenzia cu „...acum e timpul pentru un nou film experimental de-al lui Steven Soderbergh, din alea făcute la repezeală”." David Edelstein de la New York Magazine se plânge că „cea mai mare parte a dialogului este apatic și, cu toate preluările și cârpelile lui Soderbergh, filmul rămâne a fi un cadavru în convulsii”. Luke Davies, critic la The Monthly, a apreciat filmul ca fiind „de unică folosință”, „filmat sobru și auster” și conchide că „întrucât rolul jucat de o actriță porno a servit ca nucleu al campaniei de promovare, filmul nu e decât o sesiune de masturbare”.

## Continuare
În iunie 2014, trustul de televiziune Starz a anunțat că va produce o continuare televizată a filmului, premiera căreia va avea loc la începutul lui 2016. Serialul, cu o lungime de 13 episoade, va fi regizat de Amy Seimetz și Lodge Kerrigan, Soderbergh va fi co-producător, iar Riley Keough (nepoata lui Elvis Presley) va juca rolul principal.